# Jezioro Czarne (gmina Gniewino)
Jezioro Czarne (kaszb. Jezoro Czôrné) – jezioro rynnowe na Wysoczyźnie Choczewskiej, w gminie Gniewino, w powiecie wejherowskim (województwo pomorskie), otoczone lasami Puszczy Wierzchucińskiej.

## Charakterystyka
Trudno dostępne jezioro, położone w odległości 1 km od drogi Mierzynko-Witków. Wąski ciek wodny łączy akwen z Jeziorem Salińskim. W jego pobliżu znajduje się Małe Jezioro.

## Dane morfometryczne
Ogólna powierzchnia: 61 ha.